# Web Diary Professional
Web Diary Professional（ウェブダイアリープロフェッショナル）とは、Web Libertyが開発したブログ用Perlプログラムである。
2009年4月のバージョン4.72をもって開発は終了している。潜在する脆弱性を突いた改ざん被害が多発しており、製作側では後継バージョンである「freo」への移行を推奨している。

## 特徴
- すべてのページをスキン（外部HTMLファイル）でデザインすることが可能。
- トップページと各記事ページをHTMLに書き出すことが可能。
- 記事をカテゴリごとに分類することが可能（1段階の階層化が可能。分類機能はOFFにすることも可能）。
- 記事の公開・非公開を設定することが可能。
- 記事本文を省略し、『続きを読む』リンクからすべてを表示することが可能。
- PaintBBS、しぃペインター、しぃペインタープロでイラストを描くことが可能。
- PCHViewerでイラストの描画アニメーションを表示させる事が可能。
- ファイルをアップロードすることが可能（最大5つまでアップロード可能）。
- アップロードファイルは、記事本文の任意の場所に表示させることが可能。
- 携帯から記事を閲覧・投稿・編集・削除することが可能。
- 携帯メールで記事を投稿する事が可能（環境によっては不能）。

### コミュニケーション機能
- 記事に対してコメントを投稿することが可能。
- トラックバックを送受信することが可能。
- 更新PINGを送信することが可能。
- コメントやトラックバックを受信したとき、メールで通知することが可能。
- IDとパスワードを複数設定し、多人数で管理者ページを利用する事が可能。
- 投稿者のプロフィールを登録することが可能。

### その他の機能
- インデックス専用ページを表示することが可能。
- コンテンツ一覧を登録することが可能。
- リンク集を登録することが可能。
- イラストの一覧を専用ページで表示する事が可能。
- アップロードファイルの一覧を専用ページで表示する事が可能。
- ImageMagickかrepng2jpegを利用してサムネイル画像を自動作成することが可能。

## 備考
1. ↑  ブログ作成ツール「WDP」、使用サイトの8割に問題……バックドア設置の例も（RBB TODAY、2014年6月12日）